# Anolis isolepis
Anolis isolepis är en ödleart som beskrevs av  Cope 1861. Anolis isolepis ingår i släktet anolisar, och familjen Polychrotidae.

## Underarter
Arten delas in i följande underarter:
- A. i. isolepis
- A. i. altitudinalis